# Fabbisogno sostanziale umano

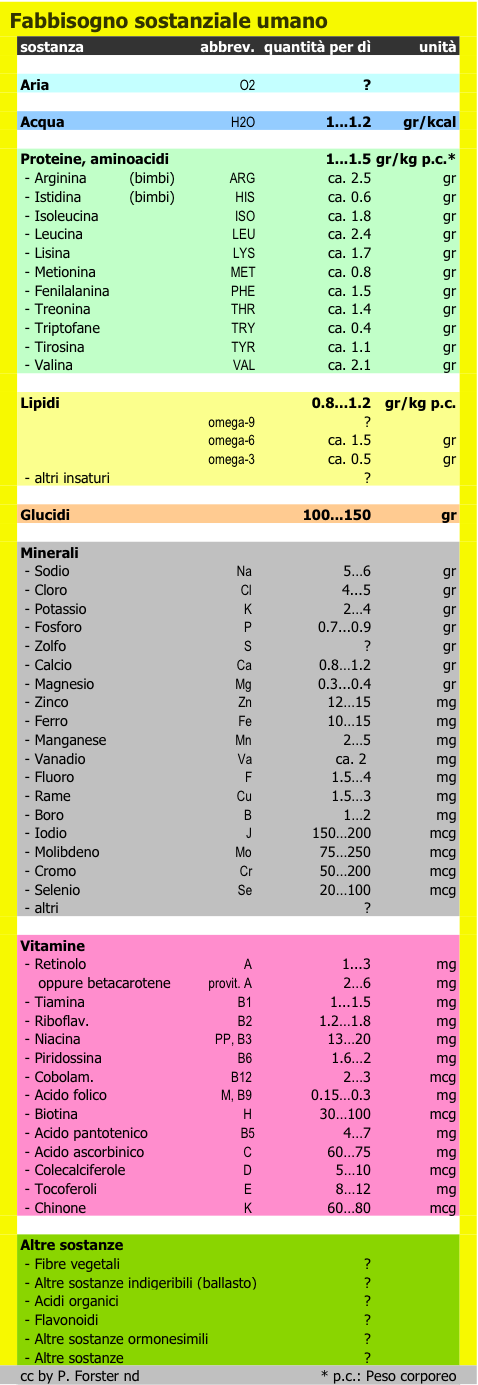
Quantitativi pro die di "sostanze essenziali"

Il fabbisogno sostanziale umano si riferisce a quelle sostanze essenziali che sono indispensabili alla sopravvivenza e che il metabolismo umano non riesce a sintetizzare in quantità sufficiente. Questi elementi devono quindi essere somministrati attraverso l'alimentazione.

## Descrizione
In merito al fabbisogno esistenziale umano di sostanze essenziali, ci sono pochi studi scientifici. Per questo motivo, negli stati industrializzati, gruppi di esperti elaborano raccomandazioni che riguardano il fabbisogno di dette sostanze.
In Italia era competenza dell'istituto INRAN (Istituto Nazionale di Ricerca per gli Alimenti e la Nutrizione),, in Germania è la DGE (Deutsche Gesellschaft für Ernährung), negli Stati Uniti il FNIC RDA (Food and Nutrition Information Center RDA). Le procedure di consenso messe in atto da parte di vari esperti, sono socialmente utili, ma spesso non sono ben corroborate da moderni e concordanti protocolli scientifici.
Si presume che circa 50 sostanze, contenute negli alimenti, siano essenziali per la sopravvivenza a lungo termine dell'essere umano:
- ossigeno dall'aria respirata,
- acqua, contenuta in tutti i pasti,
- proteine con circa 10 amminoacidi essenziali (di ca. 20),
- lipidi con almeno 2 gruppi essenziali di acidi grassi,
- glucidi di diversi tipi (si presume nessuno essenziale),
- circa 16 minerali / oligoelementi,
- circa 14 vitamine / provitamine,
- un vario numero di altre sostanze che potrebbero essere altrettanto indispensabili.

La tabella a fianco fornisce un'idea delle sostanze coinvolte e del loro fabbisogno giornaliero approssimativo.

## Bilancio sostanziale umano
L'organismo umano si ristruttura continuamente e necessita di energia per le sue varie funzioni (battito cardiaco, respirazione, digestione, movimenti degli arti). Per svolgere questi compiti sono necessari innumerevoli processi biochimici, che a loro volta necessitano di sostanze, le quali trasformano, consumano o producono energia.
Inoltre, l'organismo elabora delle scorte nei "tempi delle vacche grasse" che poi consuma nei "tempi delle vacche magre". Anche questo richiede trasformazioni biochimiche delle relative sostanze. Alcuni elementi, come ad es. il manganese (Mn) possono essere immagazzinati solo in piccolissime dosi, mentre altri, come ad es. il ferro (Fe), calcio (Ca) o i grassi, possono essere immagazzinati in notevoli quantità.
Ancora, l'organismo per svolgere i suoi compiti deve sintetizzare molte sostanze "funzionali" come ad es. enzimi, ormoni e neurotrasmettitori, a partire da altre sostanze. Tutti questi processi biochimici si raggruppano sotto il nome di metabolismo.
Fra queste migliaia di sostanze, l'organismo non riesce a sintetizzarne circa 50. Pertanto deve ricorrere all'alimentazione. I residui dei processi, servono in parte per susseguenti elaborazioni metaboliche (strutturali, funzionali o di scorta). Il resto, se contiene ancora energia sfruttabile, viene prima "bruciato" chimicamente (metabolismo energetico) per poi lasciare l'organismo attraverso le feci, l'urina e il sudore.

## Funzioni ed economia di sostanze
In contrasto con l'opinione pubblica vigente, le sostanze consumate con il cibo non servono principalmente alla produzione energetica, ma alla crescita, allo sviluppo e alla manutenzione dell'organismo. Il metabolismo energetico fa evidentemente parte di queste funzioni ma non è centrale: alla fine di tutti i processi metabolici strutturali, funzionali e di scorta, le sostanze utilizzabili vengono trasformate in energia. Esse sono poche: glucidi, lipidi, proteine, alcool, acidi organici.

### Proteine e amminoacidi
Le proteine sono composte da lunghissime catene di -NH-HC'R-CO- dove il residuo R legato al carbonio C' varia ogni volta. Ogni frammento isolato (H)-NH-HC'R-CO-(OH) è detto amminoacido, e gli amminoacidi costituenti le proteine di interesse biologico sono circa una ventina. La proteina è definita non solo dagli aminoacidi che entrano nella sua composizione, ma anche dal loro ordine, per cui la variabilità delle proteine è immensa. Una determinata proteina viene costruita dai ribosomi in base al corrispondente mRNA che contiene le istruzioni per legare gli aminoacidi nel giusto ordine.
Gli amminoacidi non essenziali di proteine animali e vegetali (circa 10), hanno per lo più funzioni strutturali: sintetizzati con l'aiuto di enzimi (proteine funzionali), formano in gran parte tessuti organici e tessuto connettivo: muscoli, tessuto connettivo lasso e denso, struttura ossea, ecc. Si chiamano "non essenziali", perché il corpo li sintetizza anche a partire da altri amminoacidi o sostanze azotate.
Le proteine, rispetto agli amminoacidi essenziali, hanno compiti funzionali nel metabolismo: sono parte di enzimi (proteine funzionali), di alcuni ormoni e di neurotrasmettitori.
Si stima che il fabbisogno proteico umano sia compreso tra 0.7 - 1.5 gr/kg di peso corporeo ed aumenta in fase di crescita, gestazione, allattamento e di rigenerazione organica.
Negli alimenti, gli amminoacidi proteici essenziali sono distribuiti in modo eterogeneo. Nell'uovo, ad esempio, sono ripartiti secondo il fabbisogno umano, per cui tale alimento è da ritenere di alto valore nutritivo.

Nell'alimentazione umana, le proteine si trovano per lo più in:
- alimenti animali come carne e pesce, gelatina, insaccati e salumi;
- prodotti animali come uova, formaggi, latte, yogurt;
- alimenti vegetali quali
  - Fabaceae, come fagioli, piselli, lenticchie, soia (in dosi paragonabili alla carne);
  - Poaceae, in dosi minori sono contenute nel frumento, avena, farro (usate per pane e pasta).

Ovviamente, a parità di peso, le graminacee integrali (con più fibre) contengono leggermente meno proteine rispetto alle graminacee brillate.

### Lipidi alimentari

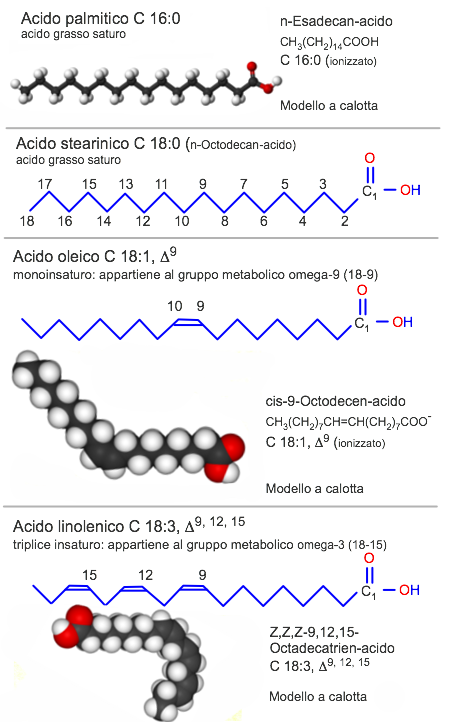
Acidi grassi saturi e insaturi

I lipidi sono composti da acidi grassi, organizzati in molecole di:
- trigliceridi → tre acidi grassi legati al glicerolo;
- fosfolipidi → due acidi grassi ed un gruppo fosfato legati al glicerolo.

I lipidi nutrizionali hanno una composizione eterogenea in acidi grassi, sia saturi che insaturi e molti contengono trigliceridi e fosfolipidi. I fosfolipidi sono nel medesimo tempo ottimi fornitori di fosforo (ossa, ATP) nonché diretto materiale di costruzione per le membrane cellulari.

Gli acidi grassi non essenziali (saturi) servono maggiormente per:
- il mantenimento delle guaine mieliniche del sistema nervoso centrale e periferico,
- per la sospensione di organi (ad es. reni),
- come ammortizzatori e protettori di ossa (ad es. palmi di piedi e mani),
- come isolatori termici sottocutanei,
- come solventi delle vitamine liposolubili A, D, E, K,
- per la produzione energetica

### Grassi essenziali
Gli acidi grassi essenziali (insaturi) dei gruppi omega-6 e omega-3 servono per lo più alla sintesi degli ormoni sessuali e di alcuni ormoni tissutali (ad es. prostaglandine).
Il fabbisogno di acidi grassi omega-9 è sconosciuto, mentre per gli omega-6 si stima sia circa di 1.5 gr/dì e per gli omega-3 di circa 0.5 gr/dì. Omega-x indica un gruppo di acidi grassi sintetizzabili e deperibili dagli stessi enzimi.
Si stima che il fabbisogno lipidico umano giornaliero sia situato tra 0.8 - 1.2 gr/kg di peso corporeo. I lipidi rappresentano un'ottima scorta energetica (circa 9 kcal/gr), per cui l'organismo trasforma sostanze energeticamente non direttamente sfruttabili (proteine, glucidi, lipidi, alcool, acidi organici) in "grasso chiaro" (acido palmitico C16:0) nelle cellule lipidiche (lipociti).
Nell'alimentazione umana, si trovano lipidi un po' ovunque ad eccezione che nella frutta, nella verdura e negli ortaggi bulbosi come patate, carote e funghi.
Da molto tempo la razza umana estrae grassi puri:
- dagli animali (strutto),
- da prodotti animali (burro),
- da semi e nocispecie (oli d'oliva, di girasole, etc.),
- da margarine vegetali o meno.

Tanti alimenti come nocispecie (noci, mandorle, noccioline, etc.), diversi semi, formaggi, uova, carne, pesce, contengono notevoli dosi di lipidi.
In contrasto con l'opinione comune, grassi animali e oli vegetali si differenziano poco nella loro composizione in acidi grassi, sia essenziali (non saturi) o meno (saturi), come illustrato dall'immagine "Acidi grassi saturi e insaturi".

### Glucidi
Nell'intestino, tutti i glucidi (amidi, zuccheri) per poter essere assorbiti, vengono trasformati in monosaccaridi (glucosio, fruttosio, galattosio, mannosio e ribosio). Non si conoscono glucidi essenziali.
I glucidi hanno una funzione strutturale che riguarda la sintetizzazione della matrice basale del tessuto connettivo. Il resto va usato per la produzione energetica nei mitocondri.
La scorta di glucidi nell'organismo umano, in forma di glicogene insolubile, è intorno ai 100 grammi, ma anche i liquidi corporei (sangue, linfa, liquido interstiziale) contengono piccole dosi insolute. La concentrazione nel sangue si chiama glicemia.
L'apporto glucidico deve soddisfare il 45 - 60% del fabbisogno energetico (per esempio, per una persona che ha un FE di 2000 Kcal il fabbisogno energetico può var225 g a 300 g. Servono per lo più al fabbisogno energetico di eritrociti e neuroni, cellule che non sono in grado di catabolizzare acidi grassi.
I glucidi (carboidrati digeribili) sono contenuti maggiormente in alimenti vegetali: come amidi in ortaggi (patate), graminacee (frumento), leguminacee (fagioli) e come zuccheri in frutta e in certi ortaggi (barbabietole, carote).
Anche tessuti animali contengono piccole dosi di amido insolubile, chiamato glicogeno: una scorta carboidratica nei tessuti animali (muscoli scheletrici, fegato) in dosi di circa 1-2 grammi per kg.

### Minerali alimentari
I minerali alimentari hanno moltissime funzioni metaboliche sia strutturali che funzionali. Minerali come calcio Ca, fosforo P, formano la struttura ossea e dentaria.
Un altro gruppo è coinvolto in tutti i processi idroelettrolitici, osmotici e di regolazione acida – basica. Essi sono sodio Na, cloro Cl, potassio K, calcio Ca, magnesio Mg, zolfo S e fosforo P.
Un altro gruppo, come il ferro Fe nell'emoglobina o lo iodio J nell'ormone tiroidale, è coinvolto in processi biochimici primordiali: trasporto di ossigeno e regolazione del catabolismo energetico.
Gli altri minerali fanno maggiormente parte di specifici enzimi per le più di svariate funzioni metaboliche e immunitarie.
Il fabbisogno minerale giornaliero varia molto a seconda dell'elemento considerato: si esprime da un ordine di grammi per sodio Na, cloro Cl, calcio Ca, sino ad un ordine di microgrammi (milionesimi di grammi) per iodio J, cromo Cr, selenio Se.
Nell'alimentazione umana, i minerali essenziali non sono contenuti in un singolo alimento, ma ripartiti in diversi alimenti sia animali che vegetali. La frutta non contiene rilevanti dosi di minerali; verdura e ortaggi ne contengono pochi tipi; leguminacee e graminacee circa la metà dei vari tipi e i prodotti animali circa l'altra metà. Il sodio Na e il cloro Cl, sono facilmente reperibili nel comune sale da cucina.

### Vitamine
Le vitamine sono sostanze molto eterogenee tra di loro. In genere assistono gli enzimi nel sintetizzare o catabolizzare determinate sostanze. Le vitamine sono essenziali per l'essere umano: la vitamina C, ad es. non è una vitamina essenziale per le mucche, perché (come per la maggior parte di piante e animali) è sintetizzata nel loro organismo e quindi per loro non è essenziale.
Il fabbisogno umano delle singole vitamine varia tra milligrammi e microgrammi.
Nell'alimentazione umana, la ripartizione delle vitamine è molto eterogenea. L'uovo le contiene tutte ad eccezione della vitamina C. Gli alimenti vegetali sono carenti di vitamina A (in parte sostituita dalla provitamina beta-carotene), vitamina D, B3 e B12.
In contrasto con l'opinione pubblica, pesce, carne e prodotti animali (uova, latte, formaggio, burro, etc.) contengono più vitamine che non frutta e verdura, le quali contengono in dosi rilevanti vitamina C, acido folico e biotina.